# Aittolampi
Aittolampi är en sjö i kommunen Kontiolax i landskapet Norra Karelen i Finland. Sjön ligger 84,2 meter över havet. Den är 16 meter djup. Arean är 48 hektar och strandlinjen är 6,41 kilometer lång. Sjön  ingår i Vuoksens huvudavrinningsområde.   Den ligger nära Joensuu och omkring 380 kilometer nordöst om Helsingfors. 